# Central City (Illinois)
Central City es una villa ubicada en el condado de Marion, Illinois, Estados Unidos. Según el censo de 2020, tiene una población de 1098 habitantes.
Se encuentra muy próximo a Centralia.

## Geografía
La localidad está ubicada en las coordenadas 38°32′55″N 89°7′42″O / 38.54861, -89.12833 (38.548549, -89.128298). Según la Oficina del Censo de los Estados Unidos, tiene una superficie total de 1.46 km², correspondientes en su totalidad a tierra firme.

## Demografía
Según el censo de 2020, hay 1098 personas residiendo en Central City. La densidad de población es de 752.05 hab./km². El 89.71% de los habitantes son blancos, el 3.92% son afroamericanos, el 0.18% son amerindios, el 0.18% son asiáticos, el 1.37% son de otras razas y el 4.64% son de una mezcla de razas. Del total de la población, el 2.00% son hispanos o latinos de cualquier raza.